# قرش الهليكوبتر
قرش الهليكوبتر عبارة عن تركيب صورتين معا بحيث تعطى انطباعا بأن قرش ابيض كبير يقفز من الماء مهاجما شخصية عسكرية تحاول تسلق سلم معلق بطائرة هليكوبتر (يو إتش-60 بلاك هوك) تابعة للقوات الخاصة . ولقد انتشرت الصورة انتشارا واسعا من خلال بريدإلكترونى عام 2001 بجانب الادعاء بأنها اختيرت صورة العام لناشيونال جيوغرافيك .حيث تم كتابة البريد الاكترونى على الشكل التالي «وأنت تعتقد انك تمر بيوم سيئ في العمل» كما أن الصورة مشابهة لحادثة في فيلم باتمان عام 1966 عندما هاجم قرش باتمان على سلم طائرة هليكوبتر . وبجانب الشكوك المتزايدة بأن الصورة خدعة، تبرأت ناشيونال جيوغرافيك من الصورة ومن الجائزة المزعومة .
ولقد تناولت العديد من النصوص هذه الخدعة حيث تم ذكرها في كتاب تسويق يشمل دروس عن الفعالية والتأثير وايضا في كتاب عن تعليم التفكير النقدى .
ولقد أنشأ آخر تحرير للصورة عن طريق دمج صورة لهليكوبتر (إتش إتش-60 بايف هوك) التقطت بواسطة لانس شينج ل لقوات الجوية الامريكية وصورة التقطت بواسطة المصور الجنوب افريقى تشارليز ماكسويل .
وبالرغم من التقاط صورة الهليكوبتر في الواقع امام جسر البوابة الذهبية , فقد تم التقاط صورة القرش في خليج فولس بجنوب أفريقيا.

## وصلات خارجية
- National Geographic News article
- Swimming With the Sharks
- San Francisco Bay Adventures article
- Snopes article on this photo